# Omloop van het Houtland 2012
L'Omloop van het Houtland 2012, sessantottesima edizione della corsa, valido come evento dell'UCI Europe Tour 2012 categoria 1.1, si svolse il 19 settembre 2012 per un percorso di 195 km. Fu vinto dal tedesco Marcel Kittel, che terminò la gara in 4h25'43" alla media di 42,112 km/h.
Dei 175 ciclisti alla partenza furono 102 a portare a termine il percorso.

## Squadre partecipanti
| N.      | Cod. | Squadra                       |
| ------- | ---- | ----------------------------- |
| 1-10    | OPQ  | Omega Pharma-Quickstep        |
| 11-20   | LTB  | Lotto-Belisol Team            |
| 21-30   | BMC  | BMC Racing Team               |
| 31-40   | RAB  | Rabobank Cycling Team         |
| 41-48   | VCD  | Vacansoleil-DCM               |
| 51-58   | LAN  | Landbouwkrediet-Euphny        |
| 61-70   | TSV  | Topsport Vlaanderen-Mercator  |
| 71-79   | RVL  | RusVelo                       |
| 81-90   | ACC  | Accent Jobs-Willems Veranda's |
| 91-97   | SAU  | Saur-Sojasun                  |
| 101-110 | ARG  | Argos-Shimano                 |

| N.      | Cod. | Squadra                            |
| ------- | ---- | ---------------------------------- |
| 111-120 | SKT  | An Post-Sean Kelly Team            |
| 121-130 | JVC  | Bofrost-Steria                     |
| 131-140 | CWO  | Christina Watches-Onfone           |
| 141-150 | CMD  | Colba-Superano Ham                 |
| 151-159 | RIJ  | Cyclingteam De Rijke-Shanks        |
| 161-168 | EDR  | Endura Racing                      |
| 171-177 | LET  | Leopard-Trek Continental           |
| 181-189 | MTN  | MTN-Qhubeka                        |
| 191-200 | WBC  | Wallonie Bruxelles-Crédit Agricole |
| 201-206 | OPT  | Optum-Kelly Benefit Strategies     |

## Ordine d'arrivo (Top 10)
| Pos. | Corridore           | Squadra         | Tempo    |
| ---- | ------------------- | --------------- | -------- |
| 1    | Marcel Kittel       | Argos-Shimano   | 4h25'43" |
| 2    | Adam Blythe         | BMC Racing      | s.t.     |
| 3    | Timothy Dupont      | Bofrost-Steria  | s.t.     |
| 4    | Joeri Stallaert     | Landbouwkrediet | s.t.     |
| 5    | Michael Van Staeyen | Topsport Vl.    | s.t.     |
| 6    | Andrew Fenn         | Omega Pharma    | s.t.     |
| 7    | Jempy Drucker       | Accent Jobs     | s.t.     |
| 8    | Jens Debusschere    | Lotto-Belisol   | s.t.     |
| 9    | Dylan Groenewegen   | Cycl. de Rijke  | s.t.     |
| 10   | Giorgio Brambilla   | Leopard-Trek    | s.t.     |